# Brillo de labios

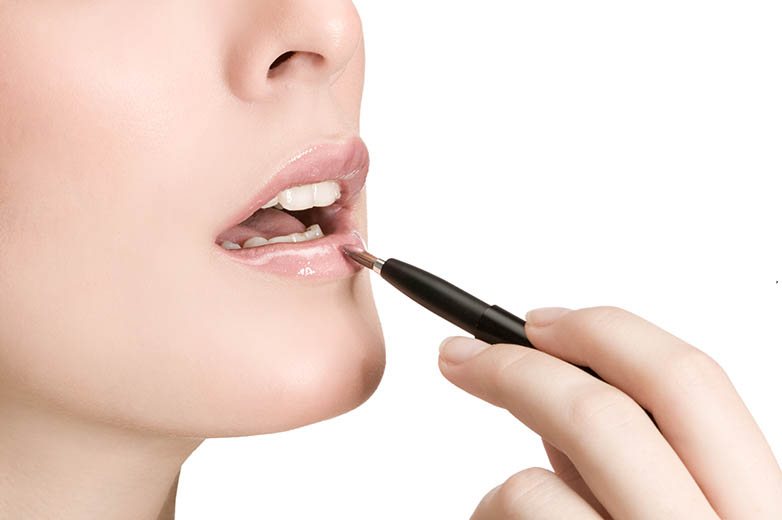
Aplicación de brillo labial con un pincel retráctil.

El brillo de labios, más conocido como brillo labial, es un producto cosmético utilizado principalmente para resaltar los labios con un toque de brillantez y color. 
Este producto se ofrece como viscoso o semiblando (no confundir con bálsamo de labios, con fines generalmente médicos). Puede ser traslúcido (los brillos de labios de tonalidades claras pueden superponerse sobre una capa normal de lápiz labial para iluminarlos más) o de una variada tonalidades opacas, como también emulando distintos efectos como el hielo, destellos de luz o metal. También existe una variedad de colores rosas, púrpura, marrón, rojo, verde y tintes azulados. 

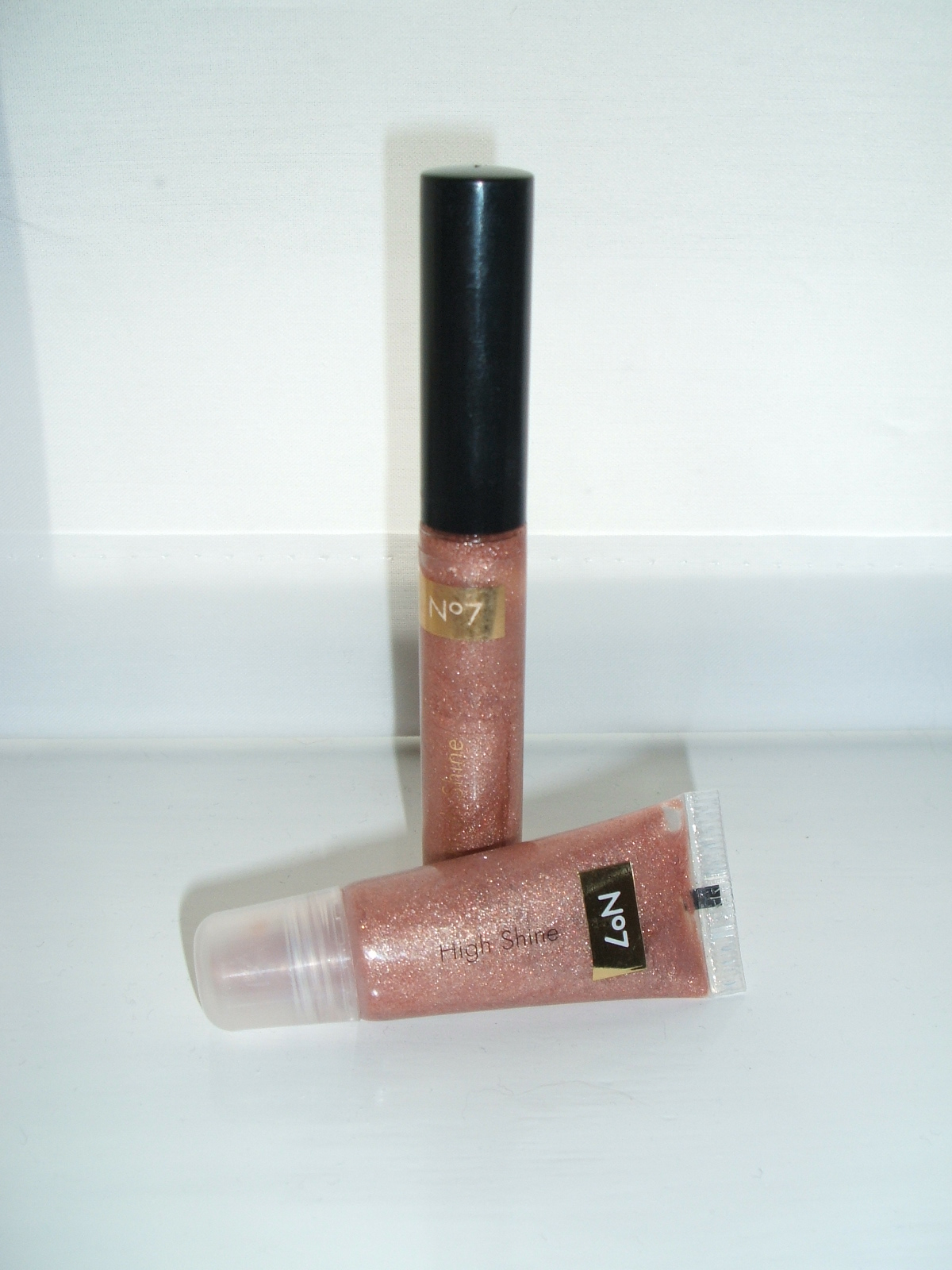
Productos de brillo de labios.

El primer brillo labial que se comercializó fue "X-Rated" de Max Factor, en 1932. La fórmula original se vendió hasta 2003 cuando la firma Procter and Gamble retiró el producto. Al igual que el lápiz labial, su formato puede distribuirse en varios formatos: pequeñas botellas cilíndricas con un aplicador redondeado en la punta, con una punta en forma de pequeño pincel o un tubo pequeño para realizar la aplicación utilizando la punta de la yema de los dedos. Bonne Bell introdujo al mercado el primer brillo labial saborizado en 1973. El producto genera cierta feminidad por su uso actual para embellecerse o maquillarse, de cierto modo es femenino y natural.
En general, la presentación del producto es un punto clave en su comercialización. El aspecto externo se diseña a partir de la demanda de diferentes grupos de edades. Los tubos con colores brillantes e ilustraciones pueden ser dirigidos a clientes más jóvenes mientras que el de uso médico se presenta de manera más simple.